# Adersleben
Adersleben ist ein Ortsteil der Stadt Wegeleben im Landkreis Harz in Sachsen-Anhalt. Er geht auf den gleichnamigen Gutsbezirk zurück.

## Geografie
Adersleben liegt rund acht Kilometer östlich von Halberstadt. Durch Adersleben führt die Landesstraße 24, die in Adersleben die Bezeichnung Dorfstraße trägt. Westlich von Adersleben fließt die Bode.

## Geschichte
Am 17. Oktober 1928 wurde der Gutsbezirk Adersleben in eine Landgemeinde umgewandelt.
Zum Ende des Zweiten Weltkriegs erreichten US-amerikanische Truppen am 11. April 1945 Adersleben. Am 18. Mai 1945 wurden sie von britischen Einheiten abgelöst, und am 1. Juli 1945 kam Adersleben unter sowjetische Besatzung.
Am 20. Juli 1950 wurde die Gemeinde Adersleben in die Stadt Wegeleben eingemeindet.

### Einwohnerentwicklung
| Jahr      | 1885 | 1910 | 1925 | 1933 | 1939 | 1949 | 1981 | 1987 |
| --------- | ---- | ---- | ---- | ---- | ---- | ---- | ---- | ---- |
| Einwohner | 170  | 264  | 345  | 267  | 267  | 268  | 362  | 339  |

## Kultur und Sehenswürdigkeiten
Die ehemalige Klosterkirche St. Nikolaus, heute katholische Kirche der Halberstädter Pfarrei St. Burchard.